# Kengyel Miklós
Kengyel Miklós (Kaposvár, 1953. augusztus 15. – Pécs, 2017. október 4.) magyar jogász, egyetemi tanár.

## Életútja
1977-ben a Janus Pannonius Tudományegyetem Állam- és Jogtudományi Karán szerzett diplomát. 1977 és 1983 között az egyetemen tanársegéd, majd 1983–87 között adjunktus, 1987–94 között docens, 1994-től egyetemi tanár volt. Az állam- és jogtudományok kandidátusa (1985), majd doktora (2006). 1990–91-ben Frankfurtban Humboldt-ösztöndíjas volt. 1991-től 2015-ig – a tanszék megszüntetéséig – a Polgári Eljárásjogi Tanszék vezetője volt. 1991–93-ban dékánhelyettes, 1993–99 között dékán volt. Közben 2003 és 2007 között a Budapesti Andrássy Gyula Német Nyelvű Egyetem rektora volt.
2015 májusától a Nemzeti Közszolgálati Egyetem kutatóprofesszora, szeptembertől a Károli Gáspár Református Egyetem Állam- és Jogtudományi Karának a főállású oktatója, 2016 januárjától a kar Doktori Iskolájának vezetője lett.
Kutatási területe a magyar és európai polgári eljárásjog és a jogi kultúra volt.
Tagja volt a Professzorok Batthyány Körének.

## Művei
- Tanúbizonyítás a polgári perben (1988)
- A polgári bíráskodás hétköznapjai (1990)
- Perkultúra (1993)
- A polgári peres eljárás kézikönyve (1995)
- Magyar polgári eljárásjog (2002)
- A bírói hatalom és a felek rendelkezési joga a polgári perben (2003)
- Europäisches Zivilverfahrensrecht. Bestandsaufnahme und Zukunftperspektiven nach EU-Erweiterung (2007)
- Der Einfluss des Europäischen Zivilverfahrensrechts auf die nationalen Rechtsordnungen (2009)
- Grenzüberschreitende Vollstreckung in der Europäischen Union (2011)
- Electronic Technology and Civil Procedure. NewParths to Justice from Around the World (2012)